# Gwiwa
Gwiwa è una città della Repubblica Federale della Nigeria appartenente allo Stato di Jigawa. È capoluogo dell'omonima area a governo locale (local government area) che si estende su una superficie di 450 km² e conta una popolazione di 124.517 abitanti.